# Ригг, Дайана
Дама Э́нид Дайа́на Эли́забет Ригг (англ. Dame Enid Diana Elizabeth Rigg; 20 июля 1938[…], Донкастер, Саут-Йоркшир, Англия, Великобритания — 10 сентября 2020[…], Лондон, Англия, Великобритания) — британская актриса, Дама-Командор ордена Британской империи.

## Биография
Энид Дайана Ригг родилась в городке Донкастер, Южный Йоркшир в семье инженера-железнодорожника Луиса Ригга (1903—1968) и Бэрил Хелливэлл (1908—1981). Когда ей было два месяца, она с матерью переехала в Индию, где её отцу ранее предложили работу управляющего на железной дороге. Спустя семь лет они вернулись на родину, где Дайана стала учиться в женской гимназии. Её брат Хью, родившийся в Индии, младше её на 4 года.
В 12 лет родители взяли её с собой на постановку «Генрих VIII» Уильяма Шекспира и с того времени Дайана заинтересовалась театром. В следующем году она впервые вышла на сцену, исполнив роль Златовласки.
В 1955 году она поступила в Королевскую академию драматических искусств. Учёба Дайане давалась с трудом, но она всё же нашла в себе силы окончить академию спустя 2 года. Её профессиональный дебют состоялся 24 июня 1957 года пьесой «Кавказский меловой круг», где она сыграла роль Нателлы Абашвили.
После выпуска из академии в июле 1957 года она устроилась на непродолжительную работу, став моделью. Заработав достаточные средства, она подписала контракт с Chesterfield Repertory Company и в марте 1958 года дебютировала в постановке «Жилец с четвёртого этажа» Джером К. Джерома, сыграв роль Вивиан. Работая ассистентом менеджера сцены и появляясь в эпизодических ролях, она целеустремлённо занималась поиском серьёзной вакансии в театре.
В 1959 году её пригласили работать в Королевский Шекспировский театр, где она оставалась вплоть до 1971 года. После Дайана играла различные роли в Национальном театре Великобритании и, начиная с 1976 года, выступала в различных театрах Англии и за рубежом.
В последующее время она много снималась в кино и на телевидении. Её телевизионный дебют состоялся в апреле 1961 года показом второго акта театральной пьесы «Ондина». Первый кинофильм с её участием «Сон в летнюю ночь» вышел в 1969 году.
Мировую известность ей принесли британский телесериал 1960-х годов «Мстители» и роль Трейси Бонд — девушки агента 007 в фильме «На секретной службе Её Величества». В 1973 году на экраны вышло её собственное шоу «Дайана», которое не имело успеха.
С начала 1990-х годов она стала много играть на сцене. Среди её персонажей немало весьма трагических фигур, таких как Медея, Клеопатра и Вирджиния Вульф.
В 1988 году стала командором ордена Британской империи, а в 1994 году — дамой-командором. В 1997 году Ригг получила премию «Эмми» за лучшую роль второго плана в телевизионном фильме «Ребекка».
С 2013 по 2017 год снималась в популярном фэнтези сериале «Игра престолов», играла роль Оленны Тирелл, мудрой и коварной главы аристократического рода Тирелл.
Дайана Ригг умерла во сне утром 10 сентября 2020 года в возрасте 82 лет в своём лондонском доме в окружении семьи. Причиной смерти стал рак, диагностированный в марте. Последней работой Ригг стала роль матери Доротеи в мини-сериале «Чёрный нарцисс».

## Личная жизнь
С 6 июля 1973 по 3 сентября 1976 года Дайана была замужем за израильским живописцем Менахемом Геффеном. С 25 марта 1982 по 31 августа 1990 года состояла в браке с театральным продюсером Арчибальдом Стирлингом. У Ригг есть дочь — Рэйчел Стирлинг (род. 30 мая 1977 года), ставшая актрисой.
Дайана курила на протяжении 55 лет, начав в 1956 и бросив в 2011 году.
Дайана имела свой собственный дом в Челси, юго-западный округ Англии и в Ландах, юг Франции, свободно говорила на французском и хинди.

## Фильмография
| Год       |     | Русское название                  | Оригинальное название                         | Роль                     |
| --------- | --- | --------------------------------- | --------------------------------------------- | ------------------------ |
| 1959      | тф  | Сон в летнюю ночь                 | A Midsummer Night’s Dream                     | эпизодическая роль       |
| 1961      | с   | —                                 | Theatre Night                                 | король                   |
| 1963      | с   | —                                 | The Sentimental Agent                         | Фрэнси Уайлд             |
| 1964      | с   | Фестиваль                         | Festival                                      | Адриана                  |
| 1964      | с   | Театр в кресле                    | Armchair Theatre                              | Анита Фендер             |
| 1965      | с   | ITV Пьеса недели                  | ITV Play of the Week                          | Бьянка                   |
| 1965—1968 | с   | Мстители                          | The Avengers                                  | Эмма Пил / Лола          |
| 1968      | ф   | Сон в летнюю ночь                 | A Midsummer Night’s Dream                     | Елена                    |
| 1969      | кор | —                                 | The Diadem                                    | секретный агент          |
| 1969      | ф   | Бюро убийств                      | The Assassination Bureau                      | Соня Уинтер              |
| 1969      | кор | —                                 | minikillers                                   | журналист                |
| 1969      | ф   | На секретной службе Её Величества | On Her Majesty’s Secret Service               | Трейси ди Винченцо       |
| 1970      | с   | Театр субботнего вечера на ITV    | ITV Saturday Night Theatre                    | Лиз Жардин               |
| 1970      | ф   | Юлий Цезарь                       | Julius Caesar                                 | Порция                   |
| 1971      | ф   | Больница                          | The Hospital                                  | Барбара Драммонд         |
| 1973      | ф   | Театр крови                       | Theater of Blood                              | Эдвина Лайонхарт         |
| 1973—1974 | с   | Дайана                            | Diana                                         | Дайана Смит              |
| 1974      | с   | —                                 | Affairs of the Heart                          | Грейс Грейсдью           |
| 1975      | тф  | В монастыре Брид                  | In This House of Brede                        | Филиппа                  |
| 1977      | с   | —                                 | Three Piece Suite                             | разные персонажи         |
| 1977      | ф   | Маленькая серенада                | Little Night Music                            | Шарлотт Миттенхайм       |
| 1979      | с   | Орестея                           | Oresteia                                      | Клитемнестра             |
| 1980      | тф  | Маркиза                           | The Marquise                                  | Элоиз                    |
| 1981      | тф  | Гедда Габлер                      | Hedda Habler                                  | Гедда Габлер             |
| 1981      | ф   | Большое кукольное путешествие     | The Great Muppet Caper                        | леди Холидей             |
| 1982      | ф   | Зло под солнцем                   | Evil Under the Sun                            | Арлена Стюарт-Маршалл    |
| 1982      | с   | BBC Пьеса месяца                  | BBC Play of the Month                         | Рита Олмерс              |
| 1982      | тф  | Свидетель обвинения               | Witness for the Prosecution                   | Кристин Воул             |
| 1983      | тф  | Король Лир                        | King Lear                                     | Регана                   |
| 1985      | с   | Холодный дом                      | Bleak House                                   | леди Дедлок              |
| 1986      | тф  | Самая плохая ведьма               | The Worst Witch                               | мисс Констанс Хардбрум   |
| 1987      | ф   | Белоснежка                        | Snow White                                    | злая королева            |
| 1987      | тф  | На волосок от гибели              | A Hazard of Hearts                            | леди Харриет Валкан      |
| 1989      | с   | —                                 | The Play on One                               | Лидия                    |
| 1989      | с   | —                                 | Mother Love                                   | Хелена Веси              |
| 1992      | тф  | Миссис Эррис едет в Париж         | Mrs. ’Arris Goes to Paris                     | мадам Кольбер            |
| 1993      | с   | Дорога в Эйвонли                  | Road to Avonlea                               | леди Блэкуэлл            |
| 1993      | тф  | Агент по имени Далила             | Running Delilah                               | Джудит                   |
| 1993      | ф   | Чингисхан                         | Genghis Cohn                                  | Фрида фон Стангель       |
| 1994      | ф   | Хороший человек в Африке          | A Good Man in Africa                          | Хлоя                     |
| 1995      | тф  | Зоя                               | Zoya                                          | Евгения                  |
| 1995      | тф  | Призрак Хелен Уолкер              | The Haunting of Helen Walker                  | миссис Гроуз             |
| 1996      | тф  | Успехи и неудачи Молл Фландерс    | The Fortunes and Misfortunes of Moll Flanders | миссис Голайтли          |
| 1996      | тф  | Самсон и Далила                   | Samson and Delilah                            | Мара                     |
| 1997      | с   | Ребекка                           | Rebecca                                       | миссис Дэнверс           |
| 1998      | тф  | Американец                        | The American                                  | мадам де Беллегард       |
| 1998      | ф   | Роковые выстрелы                  | Parting Shots                                 | Лиза                     |
| 1998—2000 | с   | Миссис Брэдли                     | he Mrs Bradley Mysteries                      | миссис Брэдли            |
| 2000      | с   | Сотворение мира                   | In the Beginning                              | матушка Ребекка          |
| 2001      | с   | Виктория и Альберт                | Victoria & Albert                             | баронесса Лецен          |
| 2003      | с   | Убийство в сознании               | Murder in Mind                                | Джилл Крейг              |
| 2003      | с   | Последний король                  | Charles II: The Power & the Passion           | королева Генриетта Мария |
| 2005      | ф   | Хайди                             | Heidi                                         | бабушка                  |
| 2006      | с   | Массовка                          | Extras                                        | в роли самой себя        |
| 2006      | ф   | Разрисованная вуаль               | The Painted Veil                              | мать-настоятельница      |
| 2013      | с   | Доктор Кто                        | Doctor Who                                    | миссис Гиллифлауэр       |
| 2013—2017 | с   | Игра престолов                    | Game of Thrones                               | Оленна Тирелл            |
| 2015      | с   | Ты, я и конец света               | You, Me and the Apocalypse                    | Саттон                   |
| 2015      | ф   | Благородный бунт                  | The Honourable Rebel                          | рассказчица              |
| 2015      | тф  | —                                 | Professor Branestawm Returns                  | деди Пагуэлл             |
| 2015—2017 | мс  | Супергерой на полставки           | Penn Zero: Part-Time Hero                     | мэр Пинк Панда           |
| 2015—2017 | с   | Искатели сокровищ                 | Detectorists                                  | Вероника                 |
| 2017      | ф   | Дыши ради нас                     | Breathe                                       | леди Невилл              |
| 2017      | с   | Виктория                          | Victoria                                      | герцогиня Баклю          |
| 2017      | тф  | —                                 | A Christmas Carol Goes Wrong                  | тётя Дайана              |
| 2019      | мф  | —                                 | The Snail and the Whale                       | рассказчица              |
| 2020      | с   | Чёрный нарцисс                    | Black Narcissus                               | мать Доротея             |
| 2020      | ф   | Прошлой ночью в Сохо              | Last Night in Soho                            | мисс Коллинз             |

## Награды и номинации
| Награда               | Год  | Категория                                               | Название работы            | Результат |
| --------------------- | ---- | ------------------------------------------------------- | -------------------------- | --------- |
| Золотой глобус        | 1972 | Лучшая актриса второго плана в кинофильме               | Больница                   | Номинация |
| BAFTA TV              | 1990 | Лучшая актриса в телесериале                            | Mother Love                | Победа    |
| BAFTA TV              | 2000 | Специальная награда                                     | Мстители                   | Победа    |
| Эмми                  | 1967 | Лучшая актриса в драматическом телесериале              | Мстители                   | Номинация |
| Эмми                  | 1968 | Лучшая актриса в драматическом телесериале              | Мстители                   | Номинация |
| Эмми                  | 1975 | Лучшая актриса в мини-сериале или фильме                | В монастыре Брид           | Номинация |
| Эмми                  | 1997 | Лучшая актриса второго плана в мини-сериале или фильме  | Ребекка                    | Победа    |
| Эмми                  | 2002 | Лучшая актриса второго плана в мини-сериале или фильме  | Виктория и Альберт         | Номинация |
| Эмми                  | 2013 | Лучшая приглашённая актриса в драматическом телесериале | Игра престолов             | Номинация |
| Эмми                  | 2014 | Лучшая приглашённая актриса в драматическом телесериале | Игра престолов             | Номинация |
| Эмми                  | 2015 | Лучшая приглашённая актриса в драматическом телесериале | Игра престолов             | Номинация |
| Эмми                  | 2018 | Лучшая приглашённая актриса в драматическом телесериале | Игра престолов             | Номинация |
| Премия Лоренса Оливье | 1994 | Лучшая женская роль в пьесе                             | Медея                      | Номинация |
| Премия Лоренса Оливье | 1996 | Лучшая женская роль в пьесе                             | Мамаша Кураж и её дети     | Номинация |
| Премия Лоренса Оливье | 1997 | Лучшая женская роль в пьесе                             | Кто боится Вирджинии Вулф? | Номинация |
| Премия Лоренса Оливье | 1999 | Лучшая женская роль в пьесе                             | Британик / Федра           | Номинация |
| Тони                  | 1971 | Лучшая женская роль в пьесе                             | Абеляр и Элоиза            | Номинация |
| Тони                  | 1975 | Лучшая женская роль в пьесе                             | Мизантроп                  | Номинация |
| Тони                  | 1994 | Лучшая женская роль в пьесе                             | Медея                      | Победа    |
| Тони                  | 2018 | Лучшая женская роль второго плана в мюзикле             | Моя прекрасная леди        | Номинация |
| Драма Деск            | 1975 | Лучшая женская роль в пьесе                             | Мизантроп                  | Номинация |
| Драма Деск            | 1994 | Лучшая женская роль в пьесе                             | Медея                      | Номинация |
| Драма Деск            | 2018 | Лучшая женская роль второго плана в мюзикле             | Моя прекрасная леди        | Номинация |